# Victoria Burke
Victoria Burke (28 de agosto de 1987) es una deportista estadounidense que compitió en remo. Ganó una medalla de plata en el Campeonato Mundial de Remo de 2010, en la prueba de cuatro scull ligero.

## Palmarés internacional
| Campeonato Mundial | Campeonato Mundial        | Campeonato Mundial | Campeonato Mundial  |
| Año                | Lugar                     | Medalla            | Prueba              |
| ------------------ | ------------------------- | ------------------ | ------------------- |
| 2010               | Cambridge (Nueva Zelanda) | Medalla de plata   | Cuatro scull ligero |